# Finlands kyltekniska museum
Finlands kyltekniska museum (finska: Suomen Jäähdytystekniikan Museo) är ett finländskt industrihistoriskt museum i Ylöjärvi. Museet visar den finländska kylbranschens historia.
Museet grundades 1986 av Paavo Suominen (född 1920), som 1946 grundade det kyltekniska industriföretaget Huurre Group Oy i Ylöjärvi. Sedan 2004 ägs det av Stiftelsen Finlands kyltekniska museum.
Museet visar omkring 300 föremål, bland annat ett över hundra år gammalt fungerande isskåp, som tillhört president Risto Rytis föräldrar. Där finns också ett av de äldsta exemplaren av det i Frankrike tillverkade hermetiskt tillslutna kompressormaskineri för kylning, som hade patenterats 1894 i Frankrike och 1895 i USA av den franske prästen och fysikern Marcel Audiffren och hade svaveldioxid som kylmedel. Det var installerat på Hotell Torni i Helsingfors fram till 1952.